# لورا فورمان (روائية)
لورا فورمان (بالإنجليزية: Laura Furman)‏ (1945، نيويورك في الولايات المتحدة)؛ روائية أمريكية.